# پیتر کرینگتون
پیتر کرینگتون (انگلیسی: Peter Carington, 6th Baron Carrington؛ زادهٔ ۶ ژوئن ۱۹۱۹ – درگذشتهٔ ۹ ژوئیه ۲۰۱۸) سیاست‌مدار اهل بریتانیا بود.
وی از سال ۱۹۷۹ تا ۱۹۸۲ وزیر امور خارجه بریتانیا و ۱۹۸۴ تا ۱۹۸۸ دبیرکل ناتو بوده‌است.
کرینگتون همچنین برندهٔ جوایزی همچون نشان افتخار آزادی رئیس‌جمهوری و نشان بند جوراب شده‌است. پیتر کرینگتون در ۹ ژوئیه ۲۰۱۸ در سن ۹۹ سالگی درگذشت.